# Coppa del Mondo di sci alpino 2018
La Coppa del Mondo di sci alpino 2018 è stata la cinquantaduesima edizione della manifestazione organizzata dalla Federazione Internazionale Sci; ha avuto inizio il 28 ottobre 2017 a Sölden, in Austria, e si è conclusa il 17 marzo 2018 a Åre, in Svezia. Nel corso della stagione si sono svolti nella Contea di Pyeongchang in Corea del Sud i XXIII Giochi olimpici invernali, non validi ai fini della Coppa del Mondo, il cui calendario ha contemplato dunque un'interruzione nel mese di febbraio.
In campo maschile sono state disputate 36 delle 38 gare in programma (9 discese libere, 6 supergiganti, 7 slalom giganti, 9 slalom speciali, 2 combinate, 3 slalom paralleli), in 19 diverse località. L'austriaco Marcel Hirscher, detentore della Coppa generale, si è nuovamente aggiudicato sia la Coppa del Mondo generale, sia quelle di slalom gigante e di slalom speciale; lo svizzero Beat Feuz ha vinto la Coppa del Mondo di discesa libera, il norvegese Kjetil Jansrud quella di supergigante e l'italiano Peter Fill quella di combinata.
In campo femminile sono state disputate 38 delle 39 gare in programma (8 discese libere, 8 supergiganti, 8 slalom giganti, 9 slalom speciali, 2 combinate, 3 slalom paralleli), in 21 diverse località. La statunitense Mikaela Shiffrin, detentrice della Coppa generale, si è nuovamente aggiudicata sia la Coppa del Mondo generale, sia quella di slalom speciale; l'italiana Sofia Goggia ha vinto la Coppa del Mondo di discesa libera, la liechtensteinese Tina Weirather quella di supergigante, la tedesca Viktoria Rebensburg quella di slalom gigante e la svizzera Wendy Holdener quella di combinata.
Nel calendario è stata inserita una gara a squadre mista, disputata durante le finali di Åre.

## Uomini

### Risultati
| Data             | Località               | Nazione     | Pista                          | Spec. | Primo                             | Secondo                          | Terzo                            |
| ---------------- | ---------------------- | ----------- | ------------------------------ | ----- | --------------------------------- | -------------------------------- | -------------------------------- |
| 29 ottobre 2017  | Sölden                 | Austria     | Rettenbach                     | GS    | annullata                         | annullata                        | annullata                        |
| 12 novembre 2017 | Levi                   | Finlandia   | Levi Black                     | SL    | Felix Neureuther                  | Henrik Kristoffersen             | Mattias Hargin                   |
| 25 novembre 2017 | Lake Louise            | Canada      | Men's Olympic Downhill         | DH    | Beat Feuz                         | Matthias Mayer                   | Aksel Lund Svindal               |
| 26 novembre 2017 | Lake Louise            | Canada      | Men's Olympic Downhill         | SG    | Kjetil Jansrud                    | Max Franz                        | Hannes Reichelt                  |
| 1º dicembre 2017 | Beaver Creek           | Stati Uniti | Birds of Prey                  | SG    | Vincent Kriechmayr                | Kjetil Jansrud                   | Hannes Reichelt                  |
| 2 dicembre 2017  | Beaver Creek           | Stati Uniti | Birds of Prey                  | DH    | Aksel Lund Svindal                | Beat Feuz                        | Thomas Dreßen                    |
| 3 dicembre 2017  | Beaver Creek           | Stati Uniti | Birds of Prey                  | GS    | Marcel Hirscher                   | Henrik Kristoffersen             | Stefan Luitz                     |
| 9 dicembre 2017  | Val-d'Isère            | Francia     | La face de Bellevarde          | GS    | Alexis Pinturault                 | Stefan Luitz                     | Marcel Hirscher                  |
| 10 dicembre 2017 | Val-d'Isère            | Francia     | La face de Bellevarde          | SL    | Marcel Hirscher                   | Henrik Kristoffersen             | André Myhrer                     |
| 15 dicembre 2017 | Val Gardena            | Italia      | Saslong                        | SG    | Josef Ferstl                      | Max Franz                        | Matthias Mayer                   |
| 16 dicembre 2017 | Val Gardena            | Italia      | Saslong                        | DH    | Aksel Lund Svindal                | Kjetil Jansrud                   | Max Franz                        |
| 17 dicembre 2017 | Alta Badia             | Italia      | Gran Risa                      | GS    | Marcel Hirscher                   | Henrik Kristoffersen             | Žan Kranjec                      |
| 18 dicembre 2017 | Alta Badia             | Italia      | Gran Risa                      | PR    | Matts Olsson                      | Henrik Kristoffersen             | Marcel Hirscher                  |
| 22 dicembre 2017 | Madonna di Campiglio   | Italia      | 3-Tre                          | SL    | Marcel Hirscher                   | Luca Aerni                       | Henrik Kristoffersen             |
| 28 dicembre 2017 | Bormio                 | Italia      | Stelvio                        | DH    | Dominik Paris                     | Aksel Lund Svindal               | Kjetil Jansrud                   |
| 29 dicembre 2017 | Bormio                 | Italia      | Stelvio                        | KB    | Alexis Pinturault                 | Peter Fill                       | Kjetil Jansrud                   |
| 1º gennaio 2018  | Oslo                   | Norvegia    | Holmenkollen                   | PR    | André Myhrer                      | Michael Matt                     | Linus Straßer                    |
| 4 gennaio 2018   | Zagabria Sljeme        | Croazia     | Crveni Spust                   | SL    | Marcel Hirscher                   | Michael Matt                     | Henrik Kristoffersen             |
| 6 gennaio 2018   | Adelboden              | Svizzera    | Chuenisbärgli                  | GS    | Marcel Hirscher                   | Henrik Kristoffersen             | Alexis Pinturault                |
| 7 gennaio 2018   | Adelboden              | Svizzera    | Chuenisbärgli                  | SL    | Marcel Hirscher                   | Michael Matt                     | Henrik Kristoffersen             |
| 12 gennaio 2018  | Wengen                 | Svizzera    | Lauberhorn Männlichen/Jungfrau | KB    | Victor Muffat Jeandet             | Pavel Trichičev                  | Peter Fill                       |
| 13 gennaio 2018  | Wengen                 | Svizzera    | Lauberhorn                     | DH    | Beat Feuz                         | Aksel Lund Svindal               | Matthias Mayer                   |
| 14 gennaio 2018  | Wengen                 | Svizzera    | Männlichen/Jungfrau            | SL    | Marcel Hirscher                   | Henrik Kristoffersen             | André Myhrer                     |
| 19 gennaio 2018  | Kitzbühel              | Austria     | Streifalm                      | SG    | Aksel Lund Svindal                | Kjetil Jansrud                   | Matthias Mayer                   |
| 20 gennaio 2018  | Kitzbühel              | Austria     | Streif                         | DH    | Thomas Dreßen                     | Beat Feuz                        | Hannes Reichelt                  |
| 21 gennaio 2018  | Kitzbühel              | Austria     | Ganslern                       | SL    | Henrik Kristoffersen              | Marcel Hirscher                  | Daniel Yule                      |
| 23 gennaio 2018  | Schladming             | Austria     | Planai                         | SL    | Marcel Hirscher                   | Henrik Kristoffersen             | Daniel Yule                      |
| 27 gennaio 2018  | Garmisch-Partenkirchen | Germania    | Kandahar                       | DH    | Beat Feuz                         | Vincent Kriechmayr Dominik Paris |                                  |
| 28 gennaio 2018  | Garmisch-Partenkirchen | Germania    | Kandahar                       | GS    | Marcel Hirscher                   | Manuel Feller                    | Ted Ligety                       |
| 30 gennaio 2018  | Stoccolma              | Svezia      | Hammarbybacken                 | PR    | Ramon Zenhäusern                  | André Myhrer                     | Linus Straßer                    |
| 3 marzo 2018     | Kranjska Gora          | Slovenia    | Podkoren                       | GS    | Marcel Hirscher                   | Henrik Kristoffersen             | Alexis Pinturault                |
| 4 marzo 2018     | Kranjska Gora          | Slovenia    | Podkoren                       | SL    | Marcel Hirscher                   | Henrik Kristoffersen             | Ramon Zenhäusern                 |
| 10 marzo 2018    | Lillehammer Kvitfjell  | Norvegia    | Olympiabakken                  | DH    | Thomas Dreßen                     | Beat Feuz                        | Aksel Lund Svindal               |
| 11 marzo 2018    | Lillehammer Kvitfjell  | Norvegia    | Olympiabakken                  | SG    | Kjetil Jansrud                    | Beat Feuz                        | Brice Roger                      |
| 14 marzo 2018    | Åre                    | Svezia      | Olympia                        | DH    | Vincent Kriechmayr Matthias Mayer |                                  | Beat Feuz                        |
| 15 marzo 2018    | Åre                    | Svezia      | Olympia                        | SG    | Vincent Kriechmayr                | Christof Innerhofer              | Thomas Dreßen Aksel Lund Svindal |
| 17 marzo 2018    | Åre                    | Svezia      | Olympia                        | GS    | Marcel Hirscher                   | Henrik Kristoffersen             | Victor Muffat Jeandet            |
| 18 marzo 2018    | Åre                    | Svezia      | Olympia                        | SL    | annullata                         | annullata                        | annullata                        |

Legenda:

DH = discesa libera

SG = supergigante

GS = slalom gigante

SL = slalom speciale

KB = combinata

PR = slalom parallelo

### Classifiche

#### Generale

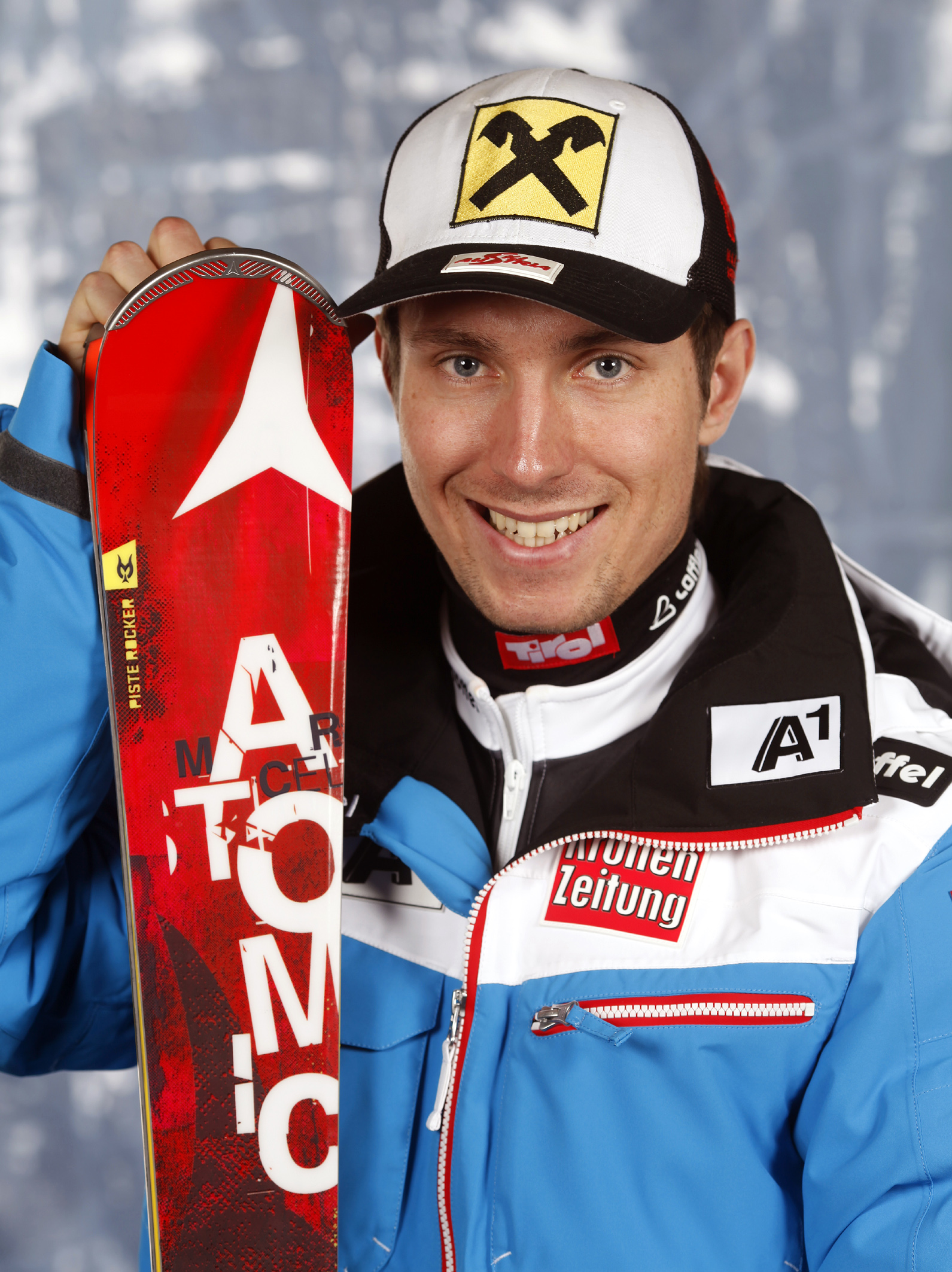
Marcel Hirscher nel 2013

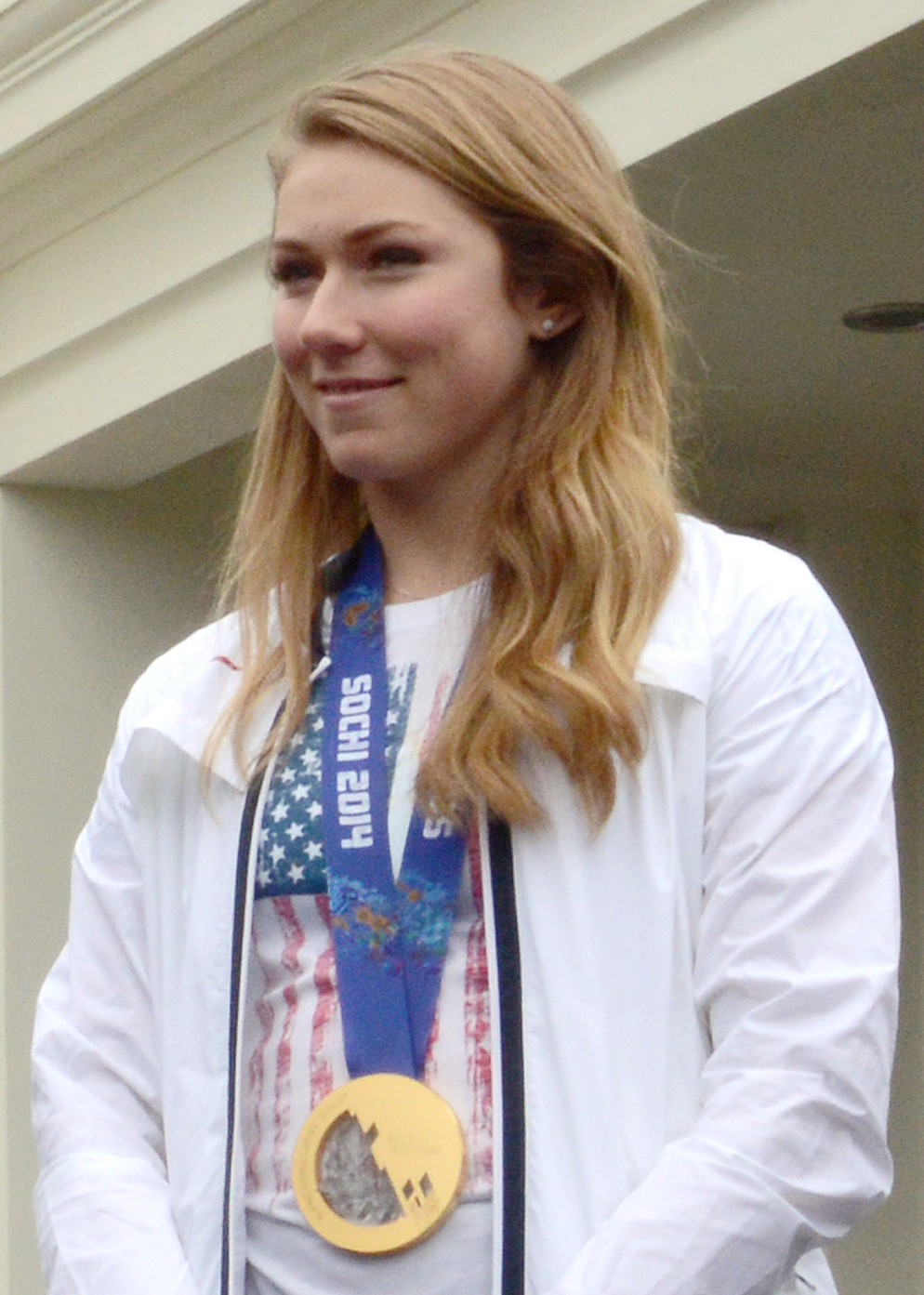
Mikaela Shiffrin nel 2014

| Pos. | Nome                 | Nazione  | Punti |
| ---- | -------------------- | -------- | ----- |
| 1    | Marcel Hirscher      | Austria  | 1620  |
| 2    | Henrik Kristoffersen | Norvegia | 1285  |
| 3    | Aksel Lund Svindal   | Norvegia | 886   |
| 4    | Kjetil Jansrud       | Norvegia | 884   |
| 5    | Beat Feuz            | Svizzera | 856   |
| 6    | Alexis Pinturault    | Francia  | 707   |
| 7    | Vincent Kriechmayr   | Austria  | 704   |
| 8    | Thomas Dreßen        | Germania | 672   |
| 9    | Matthias Mayer       | Austria  | 622   |
| 10   | Hannes Reichelt      | Austria  | 535   |

#### Discesa libera
| Pos. | Nome               | Nazione  | Punti |
| ---- | ------------------ | -------- | ----- |
| 1    | Beat Feuz          | Svizzera | 682   |
| 2    | Aksel Lund Svindal | Norvegia | 612   |
| 3    | Thomas Dreßen      | Germania | 446   |
| 4    | Dominik Paris      | Italia   | 386   |
| 5    | Vincent Kriechmayr | Austria  | 384   |

#### Supergigante
| Pos. | Nome               | Nazione  | Punti |
| ---- | ------------------ | -------- | ----- |
| 1    | Kjetil Jansrud     | Norvegia | 400   |
| 2    | Vincent Kriechmayr | Austria  | 320   |
| 3    | Aksel Lund Svindal | Norvegia | 274   |
| 4    | Hannes Reichelt    | Austria  | 267   |
| 5    | Max Franz          | Austria  | 226   |

#### Slalom gigante
| Pos. | Nome                 | Nazione  | Punti |
| ---- | -------------------- | -------- | ----- |
| 1    | Marcel Hirscher      | Austria  | 720   |
| 2    | Henrik Kristoffersen | Norvegia | 575   |
| 3    | Alexis Pinturault    | Francia  | 329   |
| 4    | Manuel Feller        | Austria  | 309   |
| 5    | Matts Olsson         | Svezia   | 299   |

#### Slalom speciale
| Pos. | Nome                 | Nazione  | Punti |
| ---- | -------------------- | -------- | ----- |
| 1    | Marcel Hirscher      | Austria  | 874   |
| 2    | Henrik Kristoffersen | Norvegia | 710   |
| 3    | André Myhrer         | Svezia   | 460   |
| 4    | Michael Matt         | Austria  | 388   |
| 5    | Daniel Yule          | Svizzera | 370   |

#### Combinata
| Pos. | Nome                  | Nazione  | Punti |
| ---- | --------------------- | -------- | ----- |
| 1    | Peter Fill            | Italia   | 140   |
| 2    | Kjetil Jansrud        | Norvegia | 110   |
| 3    | Victor Muffat Jeandet | Francia  | 105   |
| 4    | Alexis Pinturault     | Francia  | 100   |
| 5    | Mauro Caviezel        | Svizzera | 90    |

## Donne

### Risultati
| Data             | Località               | Nazione     | Pista                  | Spec. | Prima               | Seconda             | Terza              |
| ---------------- | ---------------------- | ----------- | ---------------------- | ----- | ------------------- | ------------------- | ------------------ |
| 28 ottobre 2017  | Sölden                 | Austria     | Rettenbach             | GS    | Viktoria Rebensburg | Tessa Worley        | Manuela Mölgg      |
| 11 novembre 2017 | Levi                   | Finlandia   | Levi Black             | SL    | Petra Vlhová        | Mikaela Shiffrin    | Wendy Holdener     |
| 25 novembre 2017 | Killington             | Stati Uniti | Superstar              | GS    | Viktoria Rebensburg | Mikaela Shiffrin    | Manuela Mölgg      |
| 26 novembre 2017 | Killington             | Stati Uniti | Superstar              | SL    | Mikaela Shiffrin    | Petra Vlhová        | Bernadette Schild  |
| 1º dicembre 2017 | Lake Louise            | Canada      | Men's Olympic Downhill | DH    | Cornelia Hütter     | Tina Weirather      | Mikaela Shiffrin   |
| 2 dicembre 2017  | Lake Louise            | Canada      | Men's Olympic Downhill | DH    | Mikaela Shiffrin    | Viktoria Rebensburg | Michelle Gisin     |
| 3 dicembre 2017  | Lake Louise            | Canada      | Men's Olympic Downhill | SG    | Tina Weirather      | Lara Gut            | Nicole Schmidhofer |
| 9 dicembre 2017  | Sankt Moritz           | Svizzera    | Corviglia              | SG    | Jasmine Flury       | Michelle Gisin      | Tina Weirather     |
| 16 dicembre 2017 | Val-d'Isère            | Francia     | Oreiller-Killy         | SG    | Lindsey Vonn        | Sofia Goggia        | Ragnhild Mowinckel |
| 17 dicembre 2017 | Val-d'Isère            | Francia     | Oreiller-Killy         | SG    | Anna Veith          | Tina Weirather      | Sofia Goggia       |
| 19 dicembre 2017 | Courchevel             | Francia     | Émile Allais           | GS    | Mikaela Shiffrin    | Tessa Worley        | Manuela Mölgg      |
| 20 dicembre 2017 | Courchevel             | Francia     | Émile Allais           | PR    | Mikaela Shiffrin    | Petra Vlhová        | Irene Curtoni      |
| 28 dicembre 2017 | Lienz                  | Austria     | Schlossberg            | SL    | Mikaela Shiffrin    | Wendy Holdener      | Frida Hansdotter   |
| 29 dicembre 2017 | Lienz                  | Austria     | Schlossberg            | GS    | Federica Brignone   | Viktoria Rebensburg | Mikaela Shiffrin   |
| 1º gennaio 2018  | Oslo                   | Norvegia    | Holmenkollen           | PR    | Mikaela Shiffrin    | Wendy Holdener      | Mélanie Meillard   |
| 3 gennaio 2018   | Zagabria Sljeme        | Croazia     | Crveni Spust           | SL    | Mikaela Shiffrin    | Wendy Holdener      | Frida Hansdotter   |
| 6 gennaio 2018   | Kranjska Gora          | Slovenia    | Podkoren               | GS    | Mikaela Shiffrin    | Tessa Worley        | Sofia Goggia       |
| 7 gennaio 2018   | Kranjska Gora          | Slovenia    | Podkoren               | SL    | Mikaela Shiffrin    | Frida Hansdotter    | Wendy Holdener     |
| 9 gennaio 2018   | Flachau                | Austria     | Griessenkar            | SL    | Mikaela Shiffrin    | Bernadette Schild   | Frida Hansdotter   |
| 13 gennaio 2018  | Bad Kleinkirchheim     | Austria     | Franz Klammer          | SG    | Federica Brignone   | Lara Gut            | Cornelia Hütter    |
| 14 gennaio 2018  | Bad Kleinkirchheim     | Austria     | Franz Klammer          | DH    | Sofia Goggia        | Federica Brignone   | Nadia Fanchini     |
| 19 gennaio 2018  | Cortina d'Ampezzo      | Italia      | Olimpia delle Tofane   | DH    | Sofia Goggia        | Lindsey Vonn        | Mikaela Shiffrin   |
| 20 gennaio 2018  | Cortina d'Ampezzo      | Italia      | Olimpia delle Tofane   | DH    | Lindsey Vonn        | Tina Weirather      | Jacqueline Wiles   |
| 21 gennaio 2018  | Cortina d'Ampezzo      | Italia      | Olimpia delle Tofane   | SG    | Lara Gut            | Johanna Schnarf     | Nicole Schmidhofer |
| 23 gennaio 2018  | Plan de Corones        | Italia      | Erta                   | GS    | Viktoria Rebensburg | Ragnhild Mowinckel  | Federica Brignone  |
| 26 gennaio 2018  | Lenzerheide            | Svizzera    | Silvano Beltrametti    | KB    | Wendy Holdener      | Marta Bassino       | Ana Bucik          |
| 27 gennaio 2018  | Lenzerheide            | Svizzera    | Silvano Beltrametti    | GS    | Tessa Worley        | Viktoria Rebensburg | Meta Hrovat        |
| 28 gennaio 2018  | Lenzerheide            | Svizzera    | Silvano Beltrametti    | SL    | Petra Vlhová        | Frida Hansdotter    | Wendy Holdener     |
| 30 gennaio 2018  | Stoccolma              | Svezia      | Hammarbybacken         | PR    | Nina Løseth         | Wendy Holdener      | Petra Vlhová       |
| 3 febbraio 2018  | Garmisch-Partenkirchen | Germania    | Kandahar               | DH    | Lindsey Vonn        | Sofia Goggia        | Cornelia Hütter    |
| 4 febbraio 2018  | Garmisch-Partenkirchen | Germania    | Kandahar               | DH    | Lindsey Vonn        | Sofia Goggia        | Tina Weirather     |
| 3 marzo 2018     | Crans-Montana          | Svizzera    | Mont Lachaux           | SG    | Tina Weirather      | Anna Veith          | Wendy Holdener     |
| 4 marzo 2018     | Crans-Montana          | Svizzera    | Mont Lachaux           | KB    | Federica Brignone   | Michelle Gisin      | Petra Vlhová       |
| 9 marzo 2018     | Ofterschwang           | Germania    | Ofterschwanger Horn    | GS    | Ragnhild Mowinckel  | Viktoria Rebensburg | Mikaela Shiffrin   |
| 10 marzo 2018    | Ofterschwang           | Germania    | Ofterschwanger Horn    | SL    | Mikaela Shiffrin    | Wendy Holdener      | Frida Hansdotter   |
| 14 marzo 2018    | Åre                    | Svezia      | WM Strecke             | DH    | Lindsey Vonn        | Sofia Goggia        | Alice McKennis     |
| 15 marzo 2018    | Åre                    | Svezia      | WM Strecke             | SG    | Sofia Goggia        | Viktoria Rebensburg | Lindsey Vonn       |
| 17 marzo 2018    | Åre                    | Svezia      | Gästrappet             | SL    | Mikaela Shiffrin    | Wendy Holdener      | Frida Hansdotter   |
| 18 marzo 2018    | Åre                    | Svezia      | Gästrappet             | GS    | annullata           | annullata           | annullata          |

Legenda:

DH = discesa libera

SG = supergigante

GS = slalom gigante

SL = slalom speciale

KB = combinata

PR = slalom parallelo

### Classifiche

#### Generale
| Pos. | Nome                | Nazione       | Punti |
| ---- | ------------------- | ------------- | ----- |
| 1    | Mikaela Shiffrin    | Stati Uniti   | 1773  |
| 2    | Wendy Holdener      | Svizzera      | 1168  |
| 3    | Viktoria Rebensburg | Germania      | 977   |
| 4    | Sofia Goggia        | Italia        | 958   |
| 5    | Petra Vlhová        | Slovacchia    | 888   |
| 6    | Tina Weirather      | Liechtenstein | 887   |
| 7    | Michelle Gisin      | Svizzera      | 868   |
| 8    | Ragnhild Mowinckel  | Norvegia      | 849   |
| 9    | Frida Hansdotter    | Svezia        | 817   |
| 10   | Lindsey Vonn        | Stati Uniti   | 792   |

#### Discesa libera
| Pos. | Nome             | Nazione       | Punti |
| ---- | ---------------- | ------------- | ----- |
| 1    | Sofia Goggia     | Italia        | 509   |
| 2    | Lindsey Vonn     | Stati Uniti   | 506   |
| 3    | Tina Weirather   | Liechtenstein | 394   |
| 4    | Cornelia Hütter  | Austria       | 272   |
| 5    | Mikaela Shiffrin | Stati Uniti   | 256   |

#### Supergigante
| Pos. | Nome           | Nazione       | Punti |
| ---- | -------------- | ------------- | ----- |
| 1    | Tina Weirather | Liechtenstein | 461   |
| 2    | Lara Gut       | Svizzera      | 375   |
| 3    | Anna Veith     | Austria       | 339   |
| 4    | Michelle Gisin | Svizzera      | 313   |
| 5    | Sofia Goggia   | Italia        | 311   |

#### Slalom gigante
| Pos. | Nome                | Nazione     | Punti |
| ---- | ------------------- | ----------- | ----- |
| 1    | Viktoria Rebensburg | Germania    | 582   |
| 2    | Tessa Worley        | Francia     | 490   |
| 3    | Mikaela Shiffrin    | Stati Uniti | 481   |
| 4    | Ragnhild Mowinckel  | Norvegia    | 371   |
| 5    | Federica Brignone   | Italia      | 274   |

#### Slalom speciale
| Pos. | Nome              | Nazione     | Punti |
| ---- | ----------------- | ----------- | ----- |
| 1    | Mikaela Shiffrin  | Stati Uniti | 980   |
| 2    | Wendy Holdener    | Svizzera    | 705   |
| 4    | Frida Hansdotter  | Svezia      | 681   |
| 3    | Petra Vlhová      | Slovacchia  | 679   |
| 5    | Bernadette Schild | Austria     | 463   |

#### Combinata
| Pos. | Nome              | Nazione  | Punti |
| ---- | ----------------- | -------- | ----- |
| 1    | Wendy Holdener    | Svizzera | 150   |
| 2    | Michelle Gisin    | Svizzera | 109   |
| 3    | Federica Brignone | Italia   | 100   |
| 4    | Marta Bassino     | Italia   | 88    |
| 5    | Ana Bucik         | Slovenia | 66    |

## Coppa delle Nazioni

### Risultati
| Data          | Località | Nazione | Pista   | Spec. | Prima                                                                  | Seconda                                                           | Terza                                                            |
| ------------- | -------- | ------- | ------- | ----- | ---------------------------------------------------------------------- | ----------------------------------------------------------------- | ---------------------------------------------------------------- |
| 16 marzo 2018 | Åre      | Svezia  | Olympia | PR    | Svezia Frida Hansdotter Mattias Hargin André Myhrer Anna Swenn Larsson | Francia Julien Lizeroux Romane Miradoli Clément Noël Tessa Worley | Germania Lena Dürr Alexander Schmid Linus Straßer Marina Wallner |

Legenda:

PR = slalom parallelo

### Classifiche
Le classifiche della Coppa delle Nazioni vengono stilate sommando i punti ottenuti da ogni atleta in ogni gara individuale e quelli assegnati nella gara a squadre.

#### Generale
| Pos. | Nazione  | Punti |
| ---- | -------- | ----- |
| 1    | Austria  | 10725 |
| 2    | Svizzera | 8441  |
| 3    | Italia   | 6682  |
| 4    | Norvegia | 6324  |
| 5    | Francia  | 4590  |

#### Uomini
| Pos. | Nazione  | Punti |
| ---- | -------- | ----- |
| 1    | Austria  | 5839  |
| 2    | Norvegia | 4596  |
| 3    | Svizzera | 3689  |
| 4    | Francia  | 3028  |
| 5    | Italia   | 2700  |

#### Donne
| Pos. | Nazione     | Punti |
| ---- | ----------- | ----- |
| 1    | Austria     | 4886  |
| 2    | Svizzera    | 4752  |
| 3    | Italia      | 3982  |
| 4    | Stati Uniti | 3402  |
| 5    | Germania    | 1900  |